# 님르 알님르
아야톨라 샤이크 님르 바크르 알님르(아랍어: نمر باقر النمر, Nimr Baqir al-Nimr, 1959년 6월 21일 ~ 2016년 1월 2일)는 사우디아라비아의 시아파 샤이크였다. 님르는 젊어서부터 명망이 높았다. 그는 현 사우디 정부에 대하여 비판적이며, 사우디에서도 직접선거를 실시해야 한다고 주장했다. 2006년 체포당했을 때 비밀경찰 마바히스에게 구타를 당했다고 주장한 바 있다. 2009년, 님르는 사우디 정부당국을 비난하고, 사우디의 시아파에 대한 인권침해가 개선의 여지를 보이지 않는다면 동부 주가 분리독립할 것을 주장했다. 님르에 대한 체포영장이 발부되었고 그를 비롯해 35명이 체포되었다. 2011년에서 2012년까지 계속된 반정부 시위 당시 님르는 시위대에게 폭력이 아닌 언어의 힘을 사용해 경찰의 흉탄에 맞서라고 선동하고, 억압이 계속되면 정부는 전복될 것이라고 예언했다. 영국 《가디언》은 님르가 봉기에 주도적인 역할을 했다고 보았다.
2012년 7월 8일 님르는 경찰에게 다리를 피격당하고 체포되었다. 사우디 경찰은 총격전의 결과라고 발표했다. 이때 아크바르 알샤쿠리와 모하메드 알펠펠이라는 두 사람이 총에 맞아 죽었고, 수천 명이 항의 시위에 나섰다. 님르는 단식투쟁을 했으며, 이 기간 동안 고문당한 것으로 생각된다. 8월 21일 아샤크 인권센터는 단식투쟁 중인 님르의 건강에 대해 우려를 표하고, 님르가 가족과 변호사, 인권운동가들과 만날 수 있도록 국제사회의 압력이 필요하다고 밝혔다.
2014년 10월 15일, 님르는 특수형사재판소에서 “사우디아라비아에 외세를 끌어들이려 하고 그 지배자들에게 불복종했으며 치안군에 대해 무기를 들었다”는 죄로 사형을 선고받았다. 같은 날 님르의 동생 모하메드 알님르가 형이 사형선고를 받았다는 사실을 트위터로 알렸다가 체포되었다. 2016년 1월 2일, 47명의 사형수가 처형되었으며 그 중 님르 바크르 알님르도 포함되어 있었다. 시아파 맹주인 이란을 비롯해 이라크와 헤즈볼라 등 중동 각지의 시아파들은 이 처형을 즉각 비난했으며, 서방세계 및 반세속적 수니파들도 비판적인 입장을 보였다. 사우디 정부는 사형수들의 시체를 이미 모두 매장해 버렸다고 발표하며 유족들에게 시신을 내주지 않았다.